# Rana (stjärna)
Rana eller Delta Eridani (δ Eridani, förkortat Delta Eri, δ Eri) som är stjärnans Bayerbeteckning, är en ensam stjärna belägen i den norra delen av stjärnbilden Eridanus. Den har en skenbar magnitud på 3,54 och är synlig för blotta ögat där ljusföroreningar ej förekommer. Baserat på parallaxmätning inom Hipparcosuppdraget på ca 110,6 mas, beräknas den befinna sig på ett avstånd på ca 30 ljusår (ca 9 parsek) från solen. 

## Egenskaper
Rana är en orange till röd underjättestjärna av spektralklass K0 IV, som har förbrukat förrådet av väte i dess kärna, vilket har medfört att stjärnan expanderar och blir kallare än en jämförbar huvudseriestjärna. Den har en massa som är ca 1,3 gånger större än solens massa, en radie som är ca 2,3 gånger större än solens och utsänder från dess fotosfär ca 3 gånger mera energi än solen vid en effektiv temperatur på ca 5 050 K.
Rana var en gång listad som en RS Canum Venaticorum-variabel stjärna, men det är troligtvis fel. Den klassas nu som en misstänkt variabel.